# Xã Blue Ridge, Quận Piatt, Illinois
Xã Blue Ridge (tiếng Anh: Blue Ridge Township) là một xã thuộc quận Piatt, tiểu bang Illinois, Hoa Kỳ. Năm 2010, dân số của xã này là 1.480 người.